# Дел (Територија Белфор)
Дел (фр. Delle) је насељено место у Француској у региону Франш-Конте, у департману Територија Белфор.
По подацима из 2011. године у општини је живело 5906 становника, а густина насељености је износила 641,96 становника/km².

## Демографија
| 1962. | 1968. | 1975. | 1982. | 1990. | 2011. |
| ----- | ----- | ----- | ----- | ----- | ----- |
| 5.189 | 6.134 | 6.528 | 6.898 | 6.992 | 5.906 |